# آلباتروس بی۱
آلباتروس بی۱ (به آلمانی: Albatros_B.I) (با عنوان تولیدی ال۱) یک هواگرد دوباله تک‌موتوره شناسایی ساخت شرکت آلباتروس فلوکتسایک‌ورک در آلمان بود که در سال ۱۹۱۳ میلادی به رهبری رابرت تیلن طراحی و در جنگ جهانی اول به کار گرفته شد.
شرکت فونیکس فلوکتسایک‌ورک نیز این هواگرد را به صورت تحت لیسانس در امپراتوری اتریش-مجارستان تولید نمود.

## طراحی و توسعه
بی۱ یک هواگرد دم چرخ دو شرنشین با پیکربندی مرسوم بود که در آن صندلی خلبان و مشاهده‌گر پست سر هم قرار داشت. بدنه هواگرد از چوب ساخته و با تخته سه لایه پوشیده شده بود که به جهت وزن کم با استانداردهای روز عملکرد مناسبی را برای هواگرد فراهم می‌کرد. سطح بال‌ها نیز پوششی از پارچه داشت. در ابتدا بال پایین و بالا در هر طرف از سه قسمت به یکدیگر متصل بودند اما این اتصال‌ها بعداً به دو قسمت کاهش و موقعیت بال بالا و پایین دقیقاً بر روی دیگر تغییر یافت. ارابه فرود هواگرد به صورت ثابت و از جنس چوب بود و یک ترمز مکانیکی نیز به آن متصل گشته بود.
ارنست هاینکل، طراح هواگرد ارشد آلمانی نیز در کنار رابرت تیلن در طراحی این هواگرد مشارکت داشته‌است.
یک نمونه آب‌نشین نیز بر پایه بی۱ طراحی گشت که آلباتروس وی۱ (Albatros W.I) نام گرفت.

## انواع
بی۱هواگرد تولید شده در آلمان برای نیروی هوایی امپراتوری آلمان
فونیکس ۲۰٫۰۱اولین پیش‌نمونه برای تولید در اتریش
فونیکس ۲۰٫۰۲دومین پیش‌نمونه برای تولید در اتریش
بی۱(ف) سری ۲۱تولید توسط شرکت فونیکس فلوکتسایک‌ورک در وین برای ارتش امپراتوری اتریش-مجارستان
بی۱(ف) سری ۲۴تولید توسط شرکت فونیکس فلوکتسایک‌ورک در وین برای ارتش امپراتوری اتریش-مجارستان
بی۱(ف) سری ۲۵تولید توسط شرکت فونیکس فلوکتسایک‌ورک در وین برای ارتش امپراتوری اتریش-مجارستان، ۴۸ فروند سفارش داده شده، کاهش به ۱۶ فروند

## تاریخچه عملیاتی
آلباتروس بی۱ در سال ۱۹۱۴ میلادی توانست یک رکورد در ارتفاع پرواز از خود برجای بگذارد. همچنین در دهم و یازدهم ژوئن سال ۱۹۱۴ میلادی با خلبانی راینهولد بوهم این هواگرد موفق به ثبت رکود طول زمان پرواز به مدت ۲۴ ساعت و ۱۰ دقیقه بشود. هر دو این رکوردها با نمونه ای انجام گرفت که بین بالا و پایین سه اتصال وجود داشت.
بی۱ در سال ۱۹۱۵ میلادی به جهت ضعف در مقابل جنگنده‌های دشمن، از خدمت در خط مقدم جنگ جهانی اول کنار نهاده شد اما برخی نمونه‌های آن (نزدیک ۷۰ فروند) تا پایان جنگ در سال ۱۹۱۸ میلادی برای اهداف آموزشی استفاده گشت.

## کاربران
اتریش-مجارستان
- ارتش امپراتوری مجارستان

 بلغارستان
- نیروی هوایی بلغارستان

 امپراتوری آلمان
- نیروی هوایی امپراتوری آلمان
- نیروی دریایی امپراتوری آلمان

 هلند
- نیروی هوایی سلطنتی هلند

 لهستان
- نیروی هوایی لهستان

 امپراتوری عثمانی
- نیروی هوایی امپراتوری عثمانی

## هواگردهای باقیمانده
یک هواگرد فونیکس ۲۰٫۰۱ در موزه تاریخ نظامی اتریش در وین وجود دارد.

## مشخصات فنی (بی۱)

### مشخصات عمومی
- خدمه: ۲ نفر
- طول: ۸٫۵۷ متر
- طول بال بالا و پایین: ۱۴٫۴۸ متر
- ارتفاع: ۳٫۱۵ متر
- مساحت بال: ۴۳ متر مربع
- وزن خالی: ۷۴۷ کیلوگرم
- وزن خالص: ۱۰۸۰ کیلوگرم
- نیرومحرکه: یک موتور پیستونی خطی ۶ سیلندر مرسدس دی.۱ خنک شونده با مایعات: ۱۰۰ اسب بخار - ۷۵ کیلو وات
- پیش‌ران: ملخ ۲ تیغه چوبی با زاویه ثابت

### عملکرد
- حداکثر سرعت: ۱۰۵ کیلومتر بر ساعت
- طول مسافت برخاستن: ۵۰ متر
- برد: ۶۵۰ کیلومتر
- سرعت اوج‌گیری:۱ متر بر ثانیه، ۸۰۰ متر در ۱۰ دقیقه
- حداکثر طول پرواز: ۴ ساعت